# إلسورث (مين)
إلسورث (بالإنجليزية: Ellsworth, Maine) هي مدينة تقع في الولايات المتحدة في Hancock County. يقدر عدد سكانها بـ 7,741 نسمة ومساحتها 243.25 كم2 وترتفع عن سطح البحر 33 متر.

## التركيبة السكانية
قام مكتب تعداد الولايات المتحدة بتحديد بيانات التركيبة السكانية لإلسورث في تعداد الولايات المتحدة. في ما يلي، التركيبة السكانية حسب تعدادي 2000 و2010.

### تعداد عام 2000
بلغ عدد سكان إلسورث 2,965 نسمة بحسب تعداد عام 2000، وبلغ عدد الأسر 995 أسرة وعدد العائلات 641 عائلة مقيمة في المدينة. في حين سجلت الكثافة السكانية 1,413.3 نسمة لكل ميل مربع (545.7/كم2). وبلغ عدد الوحدات السكنية 1,141 وحدة بمتوسط كثافة قدره 543.9 نسمة لكل ميل مربع (210.0/كم2).
وتوزع التركيب العرقي للمدينة بنسبة 88.40% من البيض و 0.94% من الأمريكيين الأصليين و 0.51% من الأمريكيين ذوي الأصول الآسيوية و 0.03% من سكان جزر المحيط الهادئ و 7.55% من الأمريكيين الأفارقة و 1.62% من عرقين مختلطين أو أكثر.
بلغ عدد الأسر 995 أسرة كانت نسبة 27.2% منها لديها أطفال تحت سن الثامنة عشر تعيش معهم، وبلغت نسبة الأزواج القاطنين مع بعضهم البعض 54.9% من أصل المجموع الكلي للأسر، ونسبة 7.6% من الأسر كان لديها معيلات من الإناث دون وجود شريك، وكانت نسبة 35.5% من غير العائلات. تألفت نسبة 33.6% من أصل جميع الأسر من أفراد ونسبة 18.4% كانوا يعيش معهم شخص وحيد يبلغ من العمر 65 عاماً فما فوق. وبلغ متوسط حجم الأسرة المعيشية 2.84، أما متوسط حجم العائلات فبلغ 2.23.
بلغ العمر الوسطي للسكان 40 عاماً. وكانت نسبة 17.3% من القاطنين تحت سن الثامنة عشر، وكانت نسبة 10.0% بين الثامنة عشر والأربعة وعشرون عاماً، ونسبة 31.5% كانت واقعةً في الفئة العمرية ما بين الخامسة والعشرون حتى والأربعة وأربعون عاماً، ونسبة 22.2% كانت ما بين الخامسة والأربعون حتى الرابعة والستون، ونسبة 19.0% كانت ضمن فئة الخامسة والستون عاماً فما فوق. يوجد لكل 100 أنثى 132.2 ذكر، ويوجد لكل 100 أنثى في الثامنة عشر من عمرها فما فوق 139.9 ذكر.
بلغ متوسط دخل الأسرة في المدينة 35,625 دولار، أما متوسط دخل العائلة فبلغ 45,156 دولار. وكان متوسط دخل الذكور 30,233 دولار مقابل 19,762 دولار للإناث. وسجل دخل الفرد الخاص بالمدينة 15,396 دولار. وكانت نسبة 3.8% من العائلات ونسبة 7.1% من السكان تحت خط الفقر، وكان من هؤلاء نسبة 9.0% تحت سن الثامنة عشر ونسبة 9.9% في الخامسة والستين من العمر وما فوق.

## معرض صور

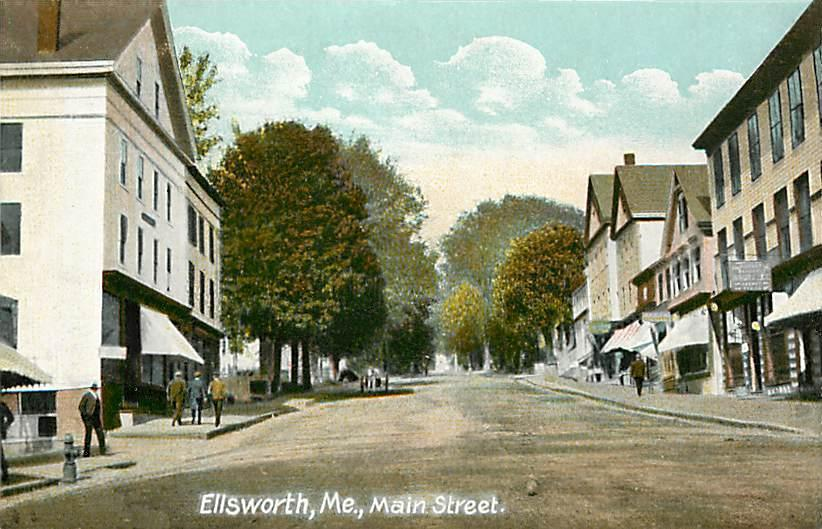
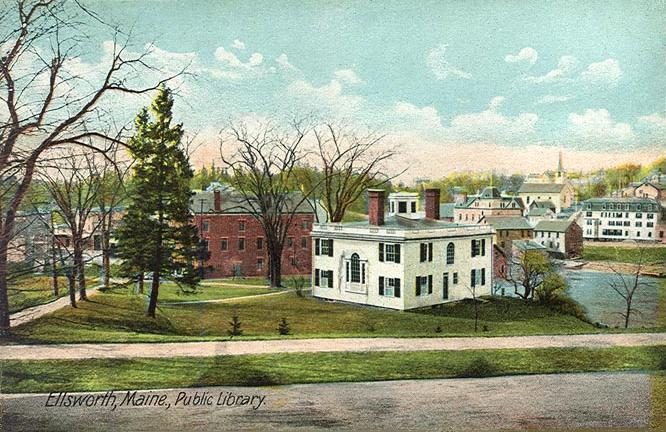
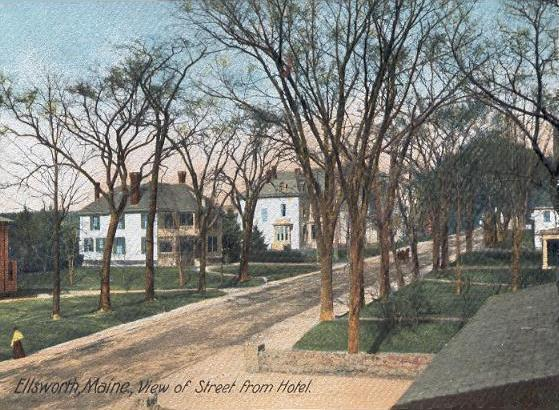
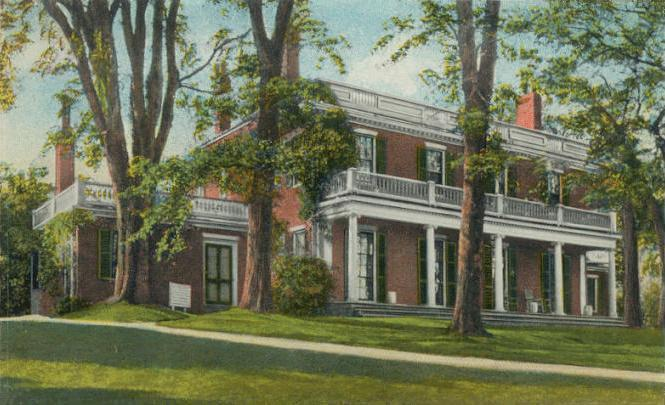
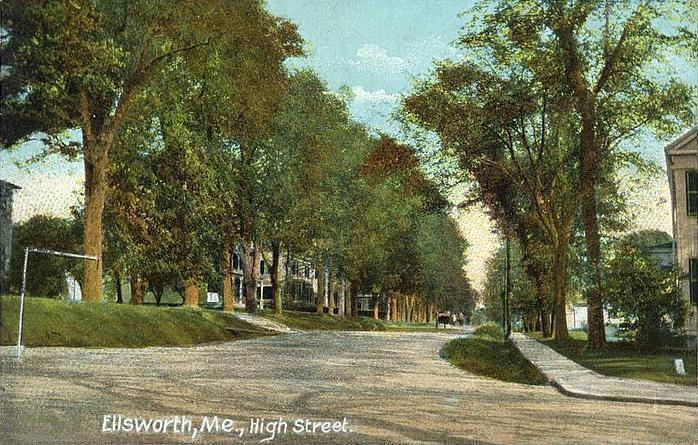
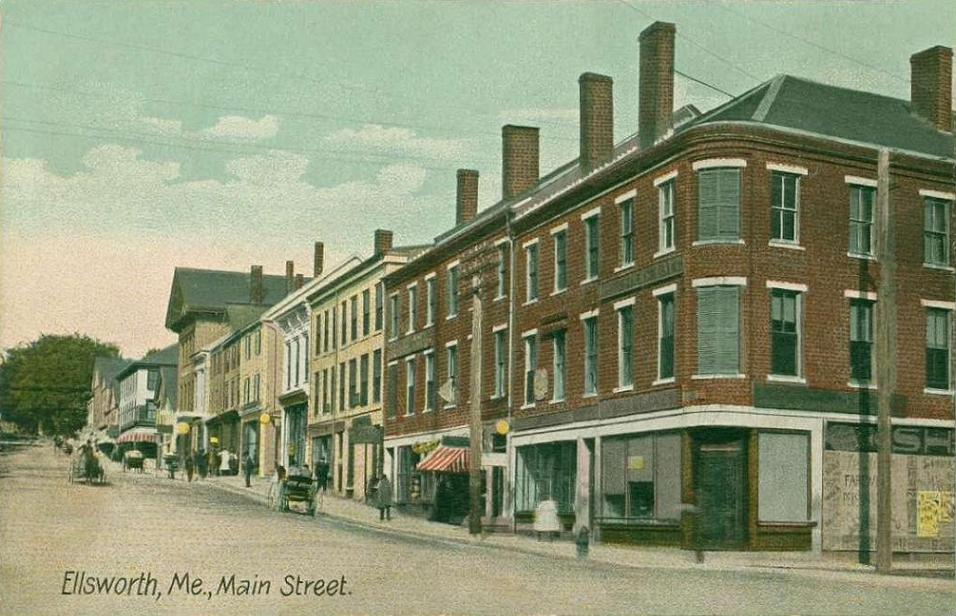

### تعداد عام 2010
بلغ عدد سكان إلسورث 7,741 نسمة بحسب تعداد عام 2010، وبلغ عدد الأسر 3,305 أسرة وعدد العائلات 2,048 عائلة مقيمة في المدينة. في حين سجلت الكثافة السكانية 97.6 نسمة لكل ميل مربع (37.7/كم2). وبلغ عدد الوحدات السكنية 4,240 وحدة بمتوسط كثافة قدره 53.5 لكل ميل مربع (20.7/كم2).
وتوزع التركيب العرقي للمدينة بنسبة 96.7% من البيض و 0.4% من الأمريكيين الأصليين و 1.1% من الأمريكيين ذوي الأصول الآسيوية و 0.1% من سكان جزر المحيط الهادئ و 0.7% من الأمريكيين الأفارقة و 0.9% من عرقين مختلطين أو أكثر.
بلغ عدد الأسر 3,305 أسرة كانت نسبة 29.3% منها لديها أطفال تحت سن الثامنة عشر تعيش معهم، وبلغت نسبة الأزواج القاطنين مع بعضهم البعض 47.0% من أصل المجموع الكلي للأسر، ونسبة 10.6% من الأسر كان لديها معيلات من الإناث دون وجود شريك، بينما كانت نسبة 4.3% من الأسر لديها معيلون من الذكور دون وجود شريكة وكانت نسبة 38.0% من غير العائلات. وبلغ متوسط حجم الأسرة المعيشية 2.81، أما متوسط حجم العائلات فبلغ 2.27.
بلغ العمر الوسطي للسكان 41.9 عاماً. وكانت نسبة 21.5% من القاطنين تحت سن الثامنة عشر، وكانت نسبة 7.1% بين الثامنة عشر والأربعة وعشرون عاماً، ونسبة 25.3% كانت واقعةً في الفئة العمرية ما بين الخامسة والعشرون حتى والأربعة وأربعون عاماً، ونسبة 29.9% كانت ما بين الخامسة والأربعون حتى الرابعة والستون، ونسبة 16.1% كانت ضمن فئة الخامسة والستون عاماً فما فوق. وتوزع التركيب الجنسي للسكان بنسبة 47.5% ذكور و52.5% إناث.